# Caroline Chevin
Caroline Chevin (* 28. Juni 1974 in Weggis) ist eine Schweizer Soulsängerin. 

## Leben
Mit dem Album Feel Real (Phonag) begann 2008 Chevins musikalische Solokarriere. Back in the Days (Nation Music, 2010) folgte. Die Singleauskopplung blieb rund 80 Wochen in den Schweizer Airplay Charts. Im März 2011 wurde Caroline Chevin dafür mit dem Swiss Music Award in der Kategorie Best Breaking Act National ausgezeichnet.
Anschliessend unterschrieb Chevin bei Sony Music Entertainment, das am 15. Februar 2013 das dritte Soloalbum Hey World veröffentlichte. Die 13 Songs wurden von Chevin innerhalb des Jahres 2012 gemeinsam mit Texter Sékou Neblett und Produzent Philipp Schweidler geschrieben.
2022 nahm sie an der dritten Staffel Sing meinen Song – Das Schweizer Tauschkonzert teil.

## Diskografie
- 2008: Feel Real (Phonag)
- 2010: Back in the Days (Nation Music)
- 2013: Hey World (Sony Music)
- 2020: Enjoy the Ride (Chevin Music)
- 2022: Note to Self (Chevin Music)